# Dacit

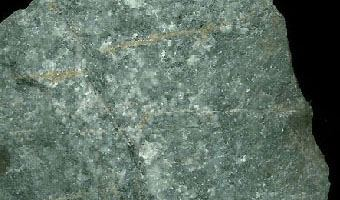
Đá dacit

Dacit là một loại đá magma phun trào hay đá núi lửa. Nó có kiến trúc ẩn tinh hoặc ban tinh và là một loại đá trung tính có thành phần trung gian giữa andesit và rhyolit. Các thành phần khoáng vật tương đối gồm feldspar và thạch anh trong dacit, và trong một số loại đá núi lửa khác được minh họa trong biểu đồ QAPF. Dacit cũng được xác định bởi các thành phần silica và kiềm theo phân loại TAS.
Tên gọi dacit có nguồn gốc từ Dacia, một tỉnh của đế chế La Mã nằm giữa sông Danube và Dãy núi Karpat (ngày nay thuộc România) nơi loại đá này được miêu tả đầu tiên.

## Thành phần
Dacit có thành phần chủ yếu là felspar plagioclase với biotit, hornblend, và pyroxen (augit và/hoặc enstatit). Nó có các hạt thạch anh ở dạng giống như ban tinh tròn cạnh, bị gặm mòn, hoặc ở trong nền của khối đá.
Plagioclase thay đổi từ oligoclase đến andesine và labradorite. Sanidine cũng có mặc dù với tỷ lệ nhỏ trong một số đá dacit, và khi chúng có mặt nhiều thì nó được xếp vào nhóm chuyển tiếp sang các đá rhyolite.
Thành phần nền của các đá này được cấu tạo bởi plagioclase và thạch anh.